# Lena Lattwein
Lena Lattwein (født 2. maj 2000) er en kvindelig tysk fodboldspiller, der spiller midtbane for VfL Wolfsburg i 1. Frauen-Bundesliga og Tysklands kvindefodboldlandshold. Hun har tidligere spillet for 1899 Hoffenheim og 1. FC Saarbrücken.
Hun fik officielt debut på det tyske A-landshold den 10. november 2018 mod Italien.